# 赵民革
赵民革（1966年6月—），男，汉族，河北行唐人，中华人民共和国政治人物。现任首钢集团有限公司党委书记、董事长，教授级高级工程师。第十四届全国人大代表。